# 马良骏

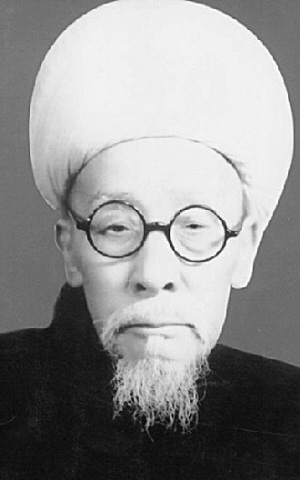
馬良駿

马良骏（1870年—1957年7月14日），字善堂，经名穆罕默德·尤素福，幼年称小马阿英（亦称霄马阿訇），回族，甘肃省清水县人，伊斯兰教经学家。
清末任平凉清真寺教长。中华民国成立后赴新疆省传教，历任哈密陕西大寺主教、伊犁回族清真大寺教长、乌鲁木齐宽巷寺教长。1940年被盛世才以暴动为名逮捕，后于1944年获释。翌年，任全疆回族总教长、国民党新疆省党部副主任委员。1947年，又任监察院新疆区监察使。1948年，当选監察委员。中华人民共和国成立后，又历任新疆省人民政府高等顾问、西北人民委员会委员、新疆自治区伊斯兰教协会副主任。1957年7月14日，在乌鲁木齐陕西大寺归真。